# Marie-Louise Cloarec
Pour les articles homonymes, voir Cloarec.
Marie-Louise Cloarec (10 mai 1917 - 18 janvier 1945) est une résistante française de la Seconde Guerre mondiale. Elle a servi dans le cadre des opérations spéciales et a été exécutée par les nazis.

## Biographie
Marie-Louise Joséphine Cloarec est née à Carhaix, dans le Finistère. Elle devient infirmière en pédiatrie. En mai 1940, elle quitte Carhaix pour aller travailler à Grenoble en tant qu'infirmière dans la famille d'un officier français. 
En Algérie, elle rejoint le Corps féminin des Transmissions créé par le général Lucien Merlin . Ses camarades sont Eugénie Djendi, Pierrette Louin et Suzanne Mertzizen. Toutes les quatre sont envoyées en formation à Staouéli, près d’Alger. 
Quand un appel a été lancé pour les spécialistes de la radio, les quatre femmes se portent volontaires. Elles sont envoyées à Londres pour poursuivre leur formation en tant que radio. La formation consiste, à St Albans et à Manchester, en parachutisme, gestion des explosifs, combats sans armes et transmission radio. 
Marie-Louise Cloarec est parachutée dans la nuit du 6 avril 1944 dans la région de Limoges avec Pierrette Louin, Suzanne Mertzizen et deux autres résistantes. Elles se rendent ensuite à Paris chez un cousin de Pierrette Louin. 
Le 27 avril, elles sont arrêtées et interrogées par la Gestapo avant d'être envoyées le 11 août 1944 de Paris au camp de concentration de Ravensbrück (convoi I.262), où elles retrouvent Eugénie Djendi. Après que leurs demandes de transfert dans un camp de prisonniers de guerre aient été rejetées, les quatre femmes sont exécutées par peloton d'exécution le 18 janvier 1945 et leurs corps brûlés et enterrés dans la forêt voisine. 

## Distinctions

### Décorations
Marie-Louise Cloarec a reçu à titre posthume les décorations suivantes :
- Chevalier de la Légion d'honneur (décret du 19 avril 1958)
- Croix de guerre 1939–1945, palme de bronze
- Médaille de la Résistance française (décret du 19 avril 1958)

### Reconnaissance
- Morte pour la France

## Hommages
- Elle est commémorée avec ses camarades sur le Mémorial Tempsford dans le Bedfordshire[3]
- Une rue de Carhaix-Plouguer porte son nom.
- Un datacenter de la DIRISI inauguré en 2021 à Bordeaux est baptisé en son honneur.
- Une petite rue de Mellac (Finistère) porte son nom.